# Буряк Олександр Васильович
Олекса́ндр Васи́льович Буря́к (нар. 23 травня 1970, м. Донецьк) — український політик. Народний депутат України IV скликання.

## Освіта
У 1993 р. закінчив факультет кібернетики Київського університету ім. Т. Шевченка за фахом «Прикладна математика».

## Кар'єра
- 1987–1993 — студент Київського університету ім. Т. Шевченка.
- 1988–1989 — служба в армії.
- Квітень — серпень 1993 — директор ТОВ «Елефант».
- З вересня 1993 — заступник генерального директора ТОВ «Геката».
- З жовтня 1993 — заступник голови правління, з листопада 1993 — перший заступник голови правління, з лютого 1995 — в.о. голови правління, з березня 1995 — голова правління КБ «Банк ділового співробітництва», м. Київ.
- З березня 1996 — директор департаменту міжнародних відносин, з жовтня 1996 — заступник голови правління, березня 1999 — в.о. голови правління, березень 1993 — квітень 2002 — голова правління АБ «Брокбізнесбанк».

У липні 2005 року вступив до Партії промисловців і підприємців України. Був членом ВО «Батьківщина» (2006–2010).
Володіє англійською мовою.
Захоплюється туризмом та водними лижами.

## Сім'я
Українець. Дружина Марина Леонтіївна (1972) — начальник управління валютного контролю АБ «Брокбізнесбанк».

## Парламентська діяльність
Народний депутат України 4-го скликання з 14 травня 2002 до 25 травня 2006 від Блоку Віктора Ющенка «Наша Україна», № 59 в списку. На час виборів: голова правління АБ «Брокбізнесбанк», безпартійний. Член фракції «Наша Україна» (травень 2002), член фракції «Єдина Україна» (травень — червень 2002), член фракції партій ППУ та «Трудова Україна» (червень 2002 — квітень 2004), член фракції політичної партії «Трудова Україна» (квітень — грудень 2004), позафракційний (грудень 2004 — січень 2005), член групи «Воля народу» (січень — березень 2005), член фракції ПППУ (березень — грудень 2005), член фракції «Блок Юлії Тимошенко» (з грудня 2005). Член Комітету з питань бюджету (з червня 2002). Голосував за згоду на призначення Віктора Януковича прем'єр-міністром України 21 листопада 2002 року.
Народний депутат України 5-го скликання з 25 травня 2006 до 15 червня 2007 від «Блоку Юлії Тимошенко», № 69 в списку. На час виборів: народний депутат України, член партії ВО «Батьківщина». Член фракції «Блок Юлії Тимошенко» (з травня 2006). Член Комітету з питань бюджету (з липня 2006). 15 червня 2007 достроково припинив свої повноваження під час масового складення мандатів депутатами-опозиціонерами з метою проведення позачергових виборів до Верховної Ради.
Народний депутат України 6-го скликання з 23 листопада 2007 до 12 грудня 2012 від «Блоку Юлії Тимошенко», № 69 в списку. На час виборів: тимчасово не працював, член партії ВО «Батьківщина». Член фракції «Блок Юлії Тимошенко» (листопад 2007 — грудень 2010). Виключений з фракції через голосування за Податковий кодекс. Заступник голови Комітету з питань фінансів і банківської діяльності (грудень 2007 — березень 2011), член Комітету з питань фінансів, банківської діяльності, податкової та митної політики (березень 2011), голова підкомітету з питань грошово-кредитної політики, валютного регулювання та взаємодії з Національним банком України Комітету з питань фінансів, банківської діяльності, податкової та митної політики (з березня 2011).
10 серпня 2012 року у другому читанні проголосував за Закон України «Про засади державної мовної політики», який суперечить Конституції України, не має фінансово-економічного обґрунтування і спрямований на знищення української мови. Закон було прийнято із порушеннями регламенту.

## Нагороди
Заслужений економіст України (липень 2004). Почесна грамота Верховної Ради України (травень 2005).